# Giovani e belli
Pour plus de détails, voir Fiche technique et Distribution.
Giovani e belli est une comédie italienne sortie en 1996, réalisée par Dino Risi dont il s'agit de son ultime réalisation. Il est vaguement basé sur Poveri ma belli, dirigé par lui-même  en 1957.

## Synopsis
Gino et Luca sont deux jeunes romains: l'un est riche, l'autre est pauvre. Tous les deux sont épris de Zorilla, une gitane qui n'est pas insensible à leurs avances. Quand Zorilla obtient le consentement du chef de la bande de gitans elle va vivre avec Luca et Gino, perturbant ainsi leurs familles.

## Fiche technique
- Titre : Giovani e belli
- Réalisation : Dino Risi
- Scénario : Cristiana Farina, Dino Risi et Bernardino Zapponi
- Musique : Armando Trovajoli
- Photographie : Maurizio Calvesi
- Montage : Alberto Gallitti
- Production : Giovanni Bertolucci, Jacopo Capanna et Giuseppe Perugia
- Société de production : California Film et Produttori Associati
- Pays :  Italie
- Genre : Comédie
- Durée : 90 minutes
- Dates de sortie : 
  -  Italie : 23 février 1996

## Distribution
- Anna Falchi : Zorilla
- Luca Venantini : Gino
- Edoardo Scatà : Luca
- Ciccio Ingrassia : chef des gitans
- Carlo Croccolo : Bonafoni
- Venantino Venantini : Buby
- Carla Cassola : mère de Luca
- Gina Rovere : Astoria